# Syrie aux Jeux olympiques d'été de 2024
La Syrie participe aux Jeux olympiques de 2024 à Paris. Il s'agit de sa 15e participation à des Jeux olympiques d'été.
Le cavalier Amre Hamcho et l'athlète Alisar Youssef sont nommés porte-drapeaux de la délégation en juillet 2024. Il s’agit de la dernière participation du pays aux Jeux olympiques avant la prise de Damas en 2024.

## Nombre d’athlètes qualifiés par sport
Voici la liste des qualifiés et sélectionnés syriens par sport (remplaçants compris) :
| Sport                                 | Hommes | Femmes | Total |
| ------------------------------------- | ------ | ------ | ----- |
| Athlétisme                            | -      | 1      | 1     |
| Équitation                            | 1      | -      | 1     |
| Gymnastique • Gymnastique artistique  | 1      | -      | 1     |
| Haltérophilie                         | 1      | -      | 1     |
| Judo                                  | 1      | -      | 1     |
| Sports aquatiques • Natation sportive | 1      | -      | 1     |
| Total                                 | 5      | 1      | 6     |

## Résultats

### Athlétisme

#### Femmes
| Athlète        | Épreuve | Tour préliminaire | Tour préliminaire | Premier tour | Premier tour | Demi-finales | Demi-finales | Finale   | Finale   |
| Athlète        | Épreuve | Temps             | Rang              | Temps        | Rang         | Temps        | Rang         | Temps    | Rang     |
| -------------- | ------- | ----------------- | ----------------- | ------------ | ------------ | ------------ | ------------ | -------- | -------- |
| Alisar Youssef | 100 m   | 12 s 93           | 8e                | Éliminée     | Éliminée     | Éliminée     | Éliminée     | Éliminée | Éliminée |

### Équitation
| Athlète     | Cheval             | Compétition | Qualification | Qualification | Qualification | Qualification | Qualification | Finale    | Finale    | Finale    | Finale  | Finale  |
| Athlète     | Cheval             | Compétition | Pénalités     | Pénalités     | Pénalités     | Temps         | Rang          | Pénalités | Pénalités | Pénalités | Temps   | Rang    |
| Athlète     | Cheval             | Compétition | Saut          | Temps         | Total         | Temps         | Rang          | Saut      | Temps     | Total     | Temps   | Rang    |
| ----------- | ------------------ | ----------- | ------------- | ------------- | ------------- | ------------- | ------------- | --------- | --------- | --------- | ------- | ------- |
| Amre Hamcho | Vagabon Des Forets | Individuel  | Retrait       | Retrait       | Retrait       | Retrait       | Retrait       | Retrait   | Retrait   | Retrait   | Retrait | Retrait |

### Gymnastique artistique
| Athlète     | Compétition      | Qualifications | Qualifications | Qualifications | Qualifications | Qualifications    | Qualifications | Qualifications | Qualifications | Finale   | Finale         | Finale   | Finale   | Finale            | Finale     | Finale  | Finale |
| Athlète     | Compétition      | Appareil       | Appareil       | Appareil       | Appareil       | Appareil          | Appareil       | Total          | Rang           | Appareil | Appareil       | Appareil | Appareil | Appareil          | Appareil   | Total   | Rang   |
| Athlète     | Compétition      | Sol            | Cheval d'arçon | Anneaux        | Saut           | Barres parallèles | Barre fixe     | Total          | Rang           | Sol      | Cheval d'arçon | Anneaux  | Saut     | Barres parallèles | Barre fixe | Total   | Rang   |
| ----------- | ---------------- | -------------- | -------------- | -------------- | -------------- | ----------------- | -------------- | -------------- | -------------- | -------- | -------------- | -------- | -------- | ----------------- | ---------- | ------- | ------ |
| Lais Najjar | Concours général | 13.266         | -              | 13.900         | 13.833         | 12.400            | 53.999         | -              | Éliminé        | Éliminé  | Éliminé        | Éliminé  | Éliminé  | Éliminé           | Éliminé    | Éliminé |        |

### Haltérophilie
| Athlète   | Compétition    | Arraché  | Arraché | Épaulé-jeté | Épaulé-jeté | Total  | Rang |
| Athlète   | Compétition    | Résultat | Rang    | Résultat    | Rang        | Total  | Rang |
| --------- | -------------- | -------- | ------- | ----------- | ----------- | ------ | ---- |
| Man Asaad | Plus de 102 kg | 197 kg   | 6e      | 241 kg      | 5e          | 438 kg | 5e   |

### Judo
| Athlète     | Compétition    | 1er tour                | 2e tour             | Quart de finale     | Demi-finale         | Repêchage           | Finale / CB         | Rang    |
| Athlète     | Compétition    | Adversaire Résultat     | Adversaire Résultat | Adversaire Résultat | Adversaire Résultat | Adversaire Résultat | Adversaire Résultat | Rang    |
| ----------- | -------------- | ----------------------- | ------------------- | ------------------- | ------------------- | ------------------- | ------------------- | ------- |
| Hasan Bayan | Moins de 73 kg | Gassner Défaite 00 - 10 | Éliminé             | Éliminé             | Éliminé             | Éliminé             | Éliminé             | Éliminé |

### Natation
| Athlète     | Épreuve          | Séries        | Séries | Demi-finales | Demi-finales | Finale  | Finale  |
| Athlète     | Épreuve          | Temps         | Rang   | Temps        | Rang         | Temps   | Rang    |
| ----------- | ---------------- | ------------- | ------ | ------------ | ------------ | ------- | ------- |
| Omar Abbass | 200 m nage libre | 1 min 53 s 01 | 24e    | Éliminé      | Éliminé      | Éliminé | Éliminé |